# Ripeana, Starîi Sambir
Ripeana (în ucraineană Ріп'яна) este localitatea de reședință a comunei Ripeana din raionul Starîi Sambir, regiunea Liov, Ucraina.

## Demografie
Componența lingvistică a localității Ripeana
     Ucraineană (100%)
Conform recensământului din 2001, toată populația localității Ripeana era vorbitoare de ucraineană (100%).